# Discovery (Mike Oldfield)
Discovery is het negende studioalbum van Mike Oldfield.

## Inleiding
Opnamen begonnen na de wereldtournee van 1983 om het album Crises) te promoten. Oldfield was inmiddels vanwege belastingtechnische gronden naar Villars-sur-Ollon, Zwitserland verhuisd en begon daar te werken aan Discovery. In plaats van een hele rij musici in te huren waren het er in dit geval slechts drie, waarvan Maggie Reilly en Barry Palmer elkaar nooit zagen. Alleen Mike Oldfield en drummer Simon Phillips, beiden ook muziekproducenten, waren wel constant aanwezig. Oldfield liet het opnemen van plaatkantlange nummers achterwege, alleen The lake (geïnspireerd op het Meer van Genève) tikt meer dan tien minuten weg. Dit onder lichte druk van Virgin Records en ook de muziekwereld die door de punkmuziek kortere nummers wilden. 

## Musici
- Mike Oldfield – alle muziekinstrumenten behalve
- Simon Phillips – drumstel
- Maggie Reilly – zang
- Barry Palmer – zang (zanger van Triumvirat)

## Muziek
| Nr. | Titel                          | Duur |
| --- | ------------------------------ | ---- |
| 1.  | To France (Oldfield)           | 4:37 |
| 2.  | Poison arrows (Oldfield)       | 3:57 |
| 3.  | Crystal gazing (Oldfield)      | 3:02 |
| 4.  | Tricks of the light (Oldfield) | 3:52 |
| 5.  | Dicovery (Oldfield)            | 4:35 |

| Nr. | Titel                           | Duur  |
| --- | ------------------------------- | ----- |
| 1.  | Talk about your life (Oldfield) | 4:24  |
| 2.  | Saved by the bell (Oldfield)    | 4:39  |
| 3.  | The lake (Oldfield)             | 12:10 |

## Ontvangst
Nadat Oldfield een aantal magere jaren in de muziekwereld had gekend klom hij met het album Crises uit het dal. Hij had de kunst van pakkende kortere nummers onder de knie gekregen, zo kwamen de singles Moonlight Shadow en To France in de hitparades terecht. Arno Gelder in de De Telegraaf (23 juni 1984) zag dan ook een ontwikkeling van kluizenaar van wereldmuzikant. Aan het bespreken van het album kwam hij eigenlijk niet toe.  Jim van Alphen van Het Parool (2 november 1984) vond de muziek van Discovery te alledaags worden, waarbij de originaliteit van Oldfield naar de achtergrond was verdwenen. Hij deed verslag van een concert in Sportpaleis Ahoy   Andere kranten hadden het over “Gitaarprins" (Het Vrije Volk, 2 november 1984), “Grootse Mike Oldfield” (Algemeen Dagblad, 3 november 1984) en "Mike Oldfield is niet vervelend" (De Waarheid, 6 november 1984). OOR's Pop-encyclopedie (versie 1993) was het eens met Jim van Alphen, ze besprak het als album met weinig ontwikkeling.
Kopers letten daar niet op, want het album werd afgaande op de albumlijsten behoorlijk verkocht. In sommige West-Europese landen haalde het de top 10, in Duitsland en Zwitserland haalde het een eerste plaats en stond het 34 (250.000 exemplaren verkocht) respectievelijk 28 weken genoteerd. Nederland deed het wat rustiger met vijftien weken notering met een topnotering op 2; Spandau Ballet met Parade hield het van de eerste plaats. Engeland deed het rustig aan met zestien weken notering waarbij het niet verder kwam dan plaats 15.

## Nasleep
Oldfield ging weer op wereldtournee, waarbij hij ook Nederland aandeed (zie boven). Het was niet uitverkocht toen Mickey Simmonds, Harold Zuschrader (toetsen), Phil Spalding (basgitaar) en bovenstaande vier het podium beklommen.
Een heruitgave in 2012 mocht zich laven in een goede recensie in Progwereld: een “perfecte popplaat”.
In 2016 kwam een uitgebreide versie van het album op de markt, ditmaal van Mercury Records dat Virgin had overgenomen. Er kwamen bonustracks en bonus-cd’s waarop onder andere de The 1984 Suite stonden, een samenraapsel van nummers van dit album en The Killing Fields. 
Tubular Bells · Hergest Ridge · Ommadawn · Incantations · Platinum · QE2 · Five miles out · Crises · Discovery · The Killing Fields · Islands · Earth Moving · Amarok · Heaven's open · Tubular Bells II · The songs of distant earth · Voyager · Tubular Bells III · Guitars · The Millennium Bell · Tr3s lunas · Tubular Bells 2003 · Light + Shade · Music of the Spheres · Man on the Rocks · Return to Ommadawn ·